# Jonathan Hay
Jonathan Hay (12 febbraio 1992) è un ex mezzofondista ed ex maratoneta britannico.

## Palmarès
| Anno | Manifestazione    | Sede         | Evento         | Risultato | Prestazione | Note |
| ---- | ----------------- | ------------ | -------------- | --------- | ----------- | ---- |
| 2009 | Mondiali di cross | Amman        | Corsa U20      | 90º       | 27'17"      |      |
| 2009 | Europei di cross  | Dublino      | Corsa U20      | 23º       | 19'18"      |      |
| 2009 | Mondiali allievi  | Bressanone   | 1500 m piani   | Batteria  | 3'55"61     |      |
| 2010 | Mondiali di cross | Bydgoszcz    | Corsa U20      | 62º       | 24'53"      |      |
| 2010 | Europei di cross  | Albufeira    | Corsa U20      | 14º       | 18'32"      |      |
| 2010 | Europei di cross  | Albufeira    | A squadre      | Oro       | 62 p.       |      |
| 2011 | Mondiali di cross | Punta Umbría | Corsa U20      | 39º       | 24'35"      |      |
| 2011 | Europei di cross  | Velenje      | Corsa U20      | 8º        | 18'09"      |      |
| 2011 | Europei di cross  | Velenje      | A squadre      | Oro       | 30 p.       |      |
| 2011 | Europei juniores  | Tallinn      | 5000 m piani   | Bronzo    | 14'07"78    |      |
| 2013 | Europei di cross  | Belgrado     | Corsa U23      | 12º       | 24'24"      |      |
| 2013 | Europei di cross  | Belgrado     | A squadre      | Oro       | 40 p.       |      |
| 2014 | Europei di cross  | Samokov      | Corsa U23      | 4º        | 25'46"      |      |
| 2014 | Europei di cross  | Samokov      | A squadre      | Argento   | 31 p.       |      |
| 2015 | Mondiali di cross | Guiyang      | Corsa seniores | 84º       | 40'05"      |      |
| 2015 | Europei di cross  | Hyères       | Corsa seniores | 56º       | 31'57"      |      |
| 2015 | Europei di cross  | Hyères       | A squadre      | Bronzo    | 78 p.       |      |
| 2016 | Europei           | Amsterdam    | Mezza maratona | 77º       | 1h10'08"    |      |

## Campionati nazionali
2007
- 6º ai campionati inglesi di corsa campestre a staffetta - 9'15"

2009
- Oro ai campionati inglesi juniores di corsa campestre - 19'55"

2010
- 12º ai campionati britannici, 1500 m piani - 3'52"80
- Bronzo ai campionati inglesi juniores, 1500 m piani - 3'50"78
- 5º ai campionati inglesi juniores di corsa campestre - 34'07"

2011
- 5º ai campionati britannici, 5000 m piani - 14'18"11
- Oro ai campionati britannici juniores, 5000 m piani - 14'35"85
- Oro ai campionati britannici juniores, 1500 m piani - 3'44"78
- Oro ai campionati inglesi juniores di corsa campestre - 28'17"

2012
- 13º ai campionati britannici, 1500 m piani - 3'59"42
- 6º ai campionati britannici indoor, 3000 m piani - 8'03"35
- Oro ai campionati britannici under-23, 1500 m piani - 3'45"03
- 7º ai campionati inglesi under-23, 5000 m piani - 15'20"39
- Oro ai campionati inglesi juniores di corsa campestre - 31'50"

2013
- 6º ai campionati britannici, 5000 m piani - 14'15"18
- 14º ai campionati inglesi under-23, 5000 m piani - 15'07"42
- 12º ai campionati inglesi under-23, 1500 m piani - 4'00"12

2014
- 15º ai campionati britannici, 5000 m piani - 14'33"05
- 15º ai campionati britannici indoor, 3000 m piani - 8'25"86
- Oro ai campionati inglesi under-23, 5000 m piani - 14'35"32

2015
- 9º ai campionati britannici indoor, 3000 m piani - 8'16"34

2016
- Oro ai campionati inglesi di corsa campestre - 42'09"

2018
- 7º ai campionati britannici, 1500 m piani - 3'49"32

2019
- 14º ai campionati britannici indoor, 3000 m piani - 8'18"75

## Altre competizioni internazionali[1]
2009
- Bronzo al London Grand Prix ( Londra), gara under-20, 3000 m piani - 8'17"17
- 5º al Cross Internacional Juan Muguerza ( Elgoibar), gara under-20

2010
- Argento al London Grand Prix ( Londra), gara under-20, 3000 m piani - 8'15"96

2011
- Oro al London Grand Prix ( Londra), gara under-20, 3000 m piani - 8'12"25
- 29º alla Cinque Mulini ( San Vittore Olona) - 31'01"
- Oro alla CrossCup de Hannut ( Hannut), gara under-20 - 22'07"

2014
- 9º al Birmingham Grand Prix ( Birmingham), 2 miglia - 8'38"66

2015
- 8º al Birmingham Indoor Grand Prix ( Birmingham), 2 miglia - 8'31"69
- 18º alla Mezza maratona di Cardiff ( Cardiff) - 1h08'17"

2016
- 41º alla Maratona di Londra ( Londra) - 2h23'52"
- Argento alla Mezza maratona di Bath ( Bath) - 1h04'53"

2017
- 49º alla Maratona di Londra ( Londra) - 2h24'02"